# Haplopteris volkensii
Haplopteris volkensii là một loài dương xỉ trong họ Pteridaceae. Loài này được Hieron. E.H. Crane mô tả khoa học đầu tiên năm 1997.